# Севастополь Авиа
Севастополь-Авиа — украинская авиакомпания со штаб-квартирой в Севастополе. Работала главным образом на рынке чартерных перевозок, осуществляла также и регулярные перевозки. Базировалась в аэропорту «Бельбек», Севастополь.

## История
ООО «Авиакомпания «Севастополь-Авиа»» была создана 30 июня 2001 года. Взлетную полосу и оборудование аэропорта «Бельбек»  использовало совместно  с воинской частью ПВО Министерства обороны Украины.  Авиакомпанией выполнялись регулярные рейсы из Севастополя в Киев.
В 2002 в связи с получением аэропорта «Бельбек» лицензии на международные авиаперевозки, «Севастополь-Авиа» начала совершать регулярные рейсы в Москву, Ларнаку, Стамбул. В период с 2002 по 2007 года было осуществлено около 4 тыс. авиарейсов, из которых 50% были международные, перевезено около 50 тыс. пассажиров.
В 2007-м году рейсы временно приостановлены, в связи с отказом Министерства обороны Украины продлить договор о совместном использовании аэродрома . С тех пор по настоящий момент (май 2010) нет никакой информации об авиакомпании «Севастополь-Авиа».

## Флот
Ил-18Д, бортовой номер UR-CEO
Ил-18В, бортовой номер UR-CEV